# Birchwood (hrabstwo Washburn)
Birchwood – wieś w Stanach Zjednoczonych, w stanie Wisconsin, w hrabstwie Washburn.